# Фламенго (исторический район Рио-де-Жанейро)

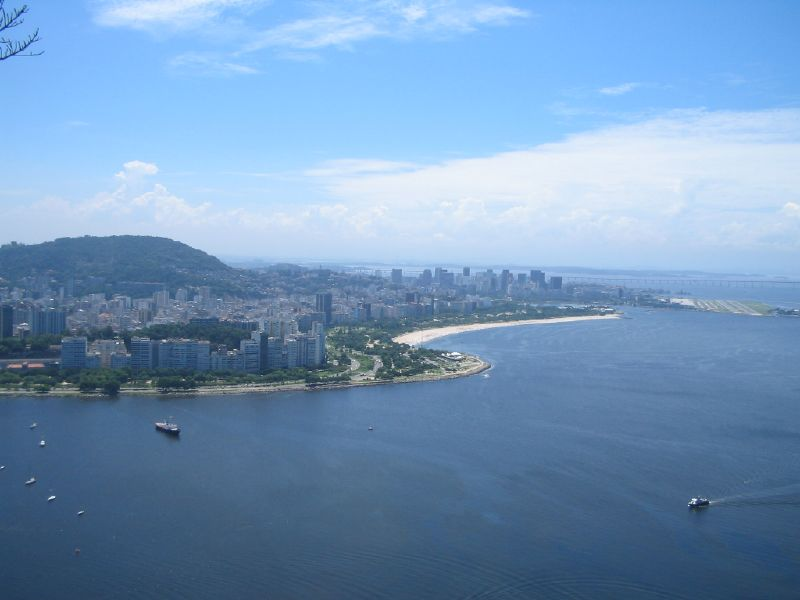
Вид на пляж Фламенго с высоты птичьего полёта

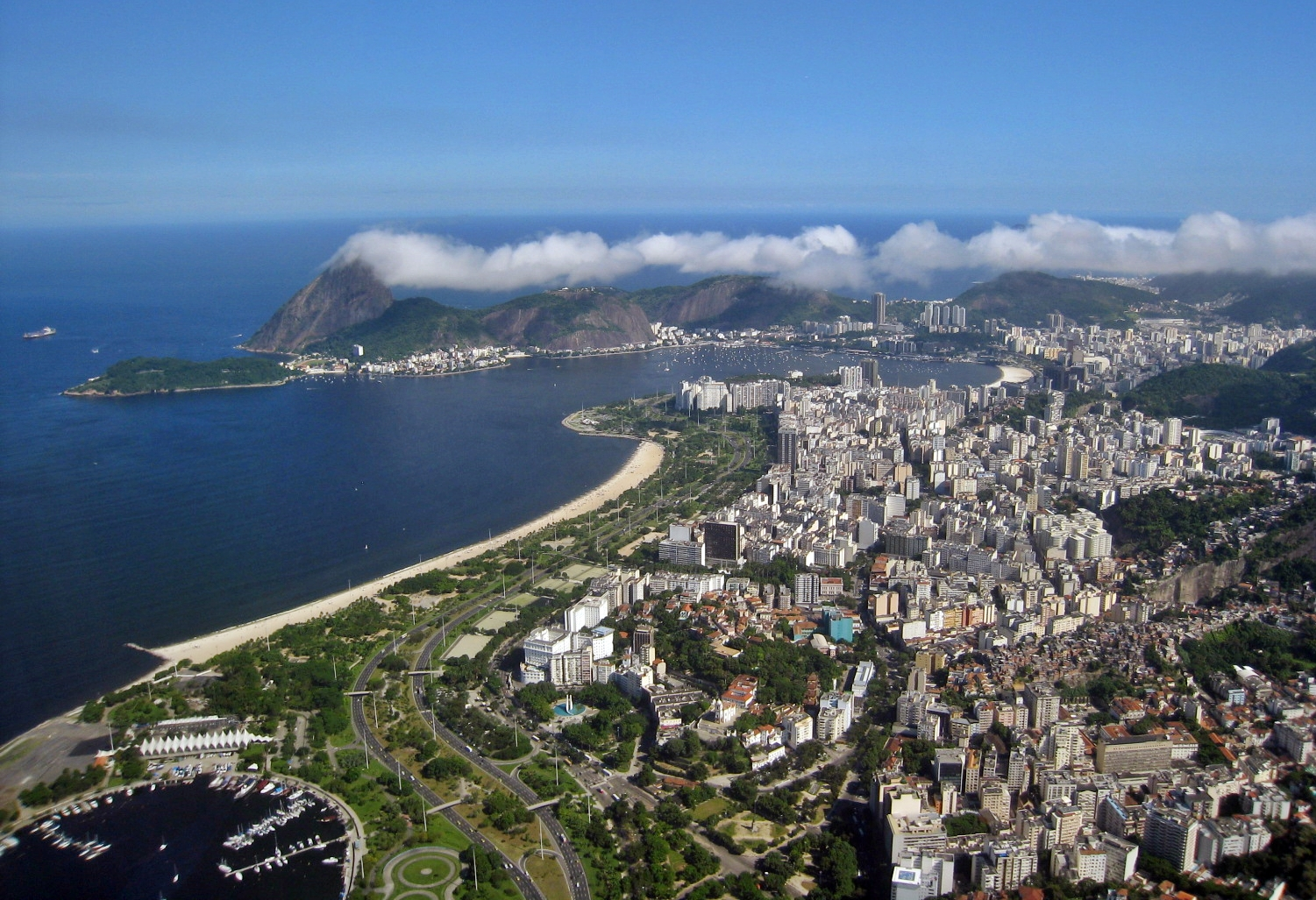
Парк бригадира Эдуарду Гомеша

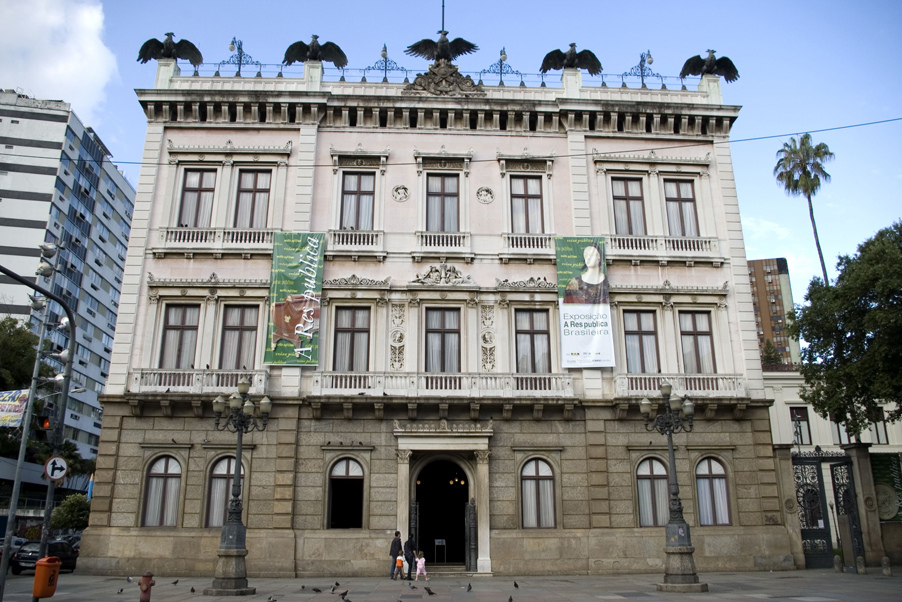
Республиканский музей

Фламенго (порт. Flamengo) — один районов Рио-де-Жанейро, расположен в юго-восточной части города.

## История
Название района происходит от португальского наименования фламандцев, которое было дано ближайшему пляжу (Прая-ду-Фламенго, Фламандский пляж). Такое имя за ним закрепилось, после того как нидерландский мореплаватель и пират Оливье ван Ноорт в этом месте пытался захватить город в 1599 году. В тот период все нидерландцы назывались «фламандцами» у португальцев.

## Описание
Фламенго располагается между районами Катете и Ботафого на побережье залива Гуанабара. Вдоль прибрежной стороны района находится Парк имени бригадира Эдуарду Гомеша, сооружённый Лотой де Маседо Соареш на территории в около 300 акров (1.2 км²) на земле, отвоёванной у залива, в 1965 году. Над садами парка работал знаменитый бразильский ландшафтный дизайнер Роберто Бурле-Маркс.
Район Фламенго и его окрестности обслуживают 3 станции метро: Фламенго, Ларгу-ду-Машаду и Катете, а также множество автобусных маршрутов. Сейчас район населён преимущественно представителями среднего класса Бразилии.
В 1895 году в районе образовался спортивный клуб «Фламенго», изначально только регатный, но в настоящее время знаменитый в первую очередь благодаря своей футбольной команде. «Фламенго» — самый популярный клуб Бразилии. Число его поклонников превышает 35 млн человек.